# Yao Defen
Yao Defen (en chinois 姚德芬) (née le 15 juillet 1972 en Chine et morte le 13 novembre 2012 en Chine,) est, en son temps, la plus grande femme vivante, d'après le Livre Guinness des records 2010. Elle mesurait, alors, 2,33 m (7′ 8″), pesait 179 kg (394 lb) et avait des pieds de taille 25 (normes anglaises) ou 60 (normes européennes),. Son gigantisme était dû à une tumeur de l'hypophyse. À sa mort, elle mesurait 2,36 m (7′ 9″).